# Stanisław Żółkiewski

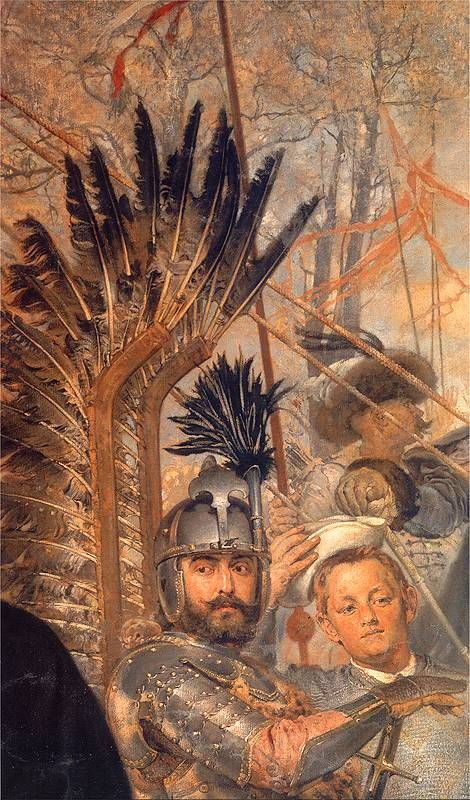
Stanisław Żołkiewski auf dem Ölgemälde „König Báthory bei Pleskau“ von Jan Matejko, 1872 (Fragment)

Stanisław Żółkiewski (* 1547 bei Lemberg; † 7. Oktober 1620 in Cecora, Moldau) war ein polnischer Aristokrat, Magnat, Beamter im Staatsdienst, Feldherr, Staatsmann sowie königlicher Sekretär aus dem Haus Żółkiewski.
Er war ab 1613 Großhetman und ab 1618 Großkanzler der polnischen Krone, damit vereinte er die bedeutendsten Ämter Polen-Litauens in seiner Hand.

## Leben
Stanisław Żółkiewski bekleidete zahlreiche zivile Staatsämter in der Verwaltung der I. Rzeczpospolita. Er war ab 1590 Kastellan von Lemberg, im Jahr 1608 erlangte er das Amt eines Wojewoden von Kiew, später folgten die Ämter eines Großhetmans und Großkanzlers der polnischen Krone.
Bereits im Jahr 1588 wurde er in das militärische Amt eines Feldhetmans der Krone berufen (bis 1613). Żołkiewski errang mehrere militärische Erfolge in den Kriegen Polens gegen das Zarentum Russland, das Königreich Schweden, das Osmanische Reich und die Khanat der Krim.
Stanisław Żółkiewski besuchte Schulen in Lemberg, war sehr belesen und sprach mehrere Sprachen. Er war Sekretär des polnischen Königs Stephan Báthory. Zwischen 1594 und 1596 zerschlug er den Kosakenaufstand von Sewerin Naliwaiko. In der Schlacht bei Guzów siegte er 1607 über die Konföderation des Wojewoden Mikołaj Zebrzydowski und 1610 über russische Truppen in der Schlacht bei Kłuszyn. Als Ergebnis seiner erfolgreichen Kampagne nahm Żołkiewski die russische Hauptstadt Moskau ein, während Zar Wassili IV. Schuiski in die polnische Gefangenschaft geriet. Er unterstützte die Wahl des polnischen Prinzen Władysław IV. Wasa, zum russischen Zaren und die Idee einer Personalunion zwischen der I. Rzeczpospolita und dem Zarentum Russland.
Er war zwischen 1608 und 1618 Woiwode der Woiwodschaft Kiew und ab 1612 ein Lehrer und Mentor von Stanisław Koniecpolski, der ihm später erfolgreich im Amt des Großhetmans folgte. Beide nahmen 1612 und 1617 an militärischen Kampagnen in die Donaufürstentümer und in die Ukraine teil. Trotz seines Alters von über 70 Jahren setzte er seine Militärlaufbahn im Dienst der I. Rzeczpospolita unvermindert fort.
Am 7. Oktober 1620 fiel Stanisław Żółkiewski während des polnischen Rückzugs nach der Schlacht bei Cecora nahe dem Fluss Pruth im Kampf gegen die Türken. Sein Körper wurde geschändet, sein Kopf abgeschlagen und dem Sultan als Kriegstrophäe nach Konstantinopel geschickt. Den Leichnam kaufte später seine Witwe frei, wie auch den Sohn, der nach der Schlacht in die türkische Gefangenschaft geraten war. Żółkiewski wurde in der Familiengruft in Żółkiew begraben. Sein Tod führte zu Legenden über einen christlichen Ritter, der zum Schutze des „Heiligen Glaubens“ im Kampf gegen die Heiden fiel.
Stanisław Żółkiewski hatte eine Tochter Zofia Żółkiewska (1590–1634), die eine Vorfahrin von Kaiser Karl VII. des Heiligen Römischen Reiches ist.

## Nachlass

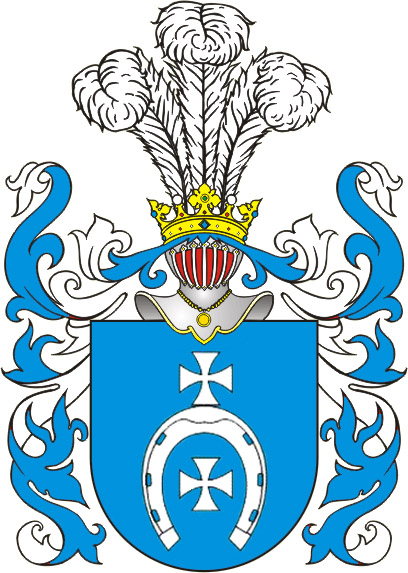
Adelswappen der Familie von Żołkiewski

- Początek i progres wojny moskiewskiej (Der Anfang und der Verlauf des moskowitischen Krieges) – Seine Erinnerungen, die die polnischen Kampagnen gegen Moskowien (Russland) und die diplomatische Tätigkeiten beschreiben. Geschrieben in der dritten Person, waren sie eine kurze Darstellung des Polnisch-Russischen Krieges von 1609 bis 1618.

- Żółkiewski war der Namensgeber der Stadt Żółkiew, heute Schowkwa (Ukraine). Er baute 1594, in einer bereits seit dem 14. Jahrhundert bestehenden Siedlung, eine Befestigungsanlage und ein Schloß.